# Моралес Эрнандес, Педро Агустин
Педро Агустин Моралес Эрнандес (исп. Agustín Morales Hernández; 11 марта 1808, Ла-Пас — 27 ноября 1872, Ла-Пас) — Верховный лидер революции (15 января 1871 — 21 января 1871), временный президент (21 января 1871 — 25 августа 1872), а затем президент Боливии (25 августа 1872 — 27 ноября 1872).

## Биография
Моралес родился в Ла-Пасе. Первоначально был сторонником президента Хосе Бальивиана. Мануэль Бельсу стал заклятым врагом Моралеса, после того как, он сверг Бальивиана в 1847 году. После многих лет борьбы, Моралес пришел к власти с президентом Хосе Марией Линаресом. Против правительства генерала Хосе Мария де Ача, который сверг Линареса, Моралес вел борьбу и поддержал переворот 1864 года, который привел к власти генерала Мариано Мельгарехо, который наградил его званием генерала боливийской армии. Мельгарехо действовал диктаторскими методами, которые привели к укреплению оппозиции. В конце концов, генерал Моралес перешел на сторону оппозиции и после объединения всех фракций, борющихся против президента, свергнул Мельгарехо путём государственного переворота в январе 1871 года. Закончилось страшное «шестилетие», но не эпоха военного правления.
Моралес, человек с буйным темпераментом, пытался править государством по-диктаторски, но был быстро разоблачен как полуграмотный человек, когда в 1872 году одно из его писем было опубликовано в газетах известным боливийским писателем. Смущенный этим фактом, Моралес призвал Конгресс принять его отставку, если он считает это нужным. В то время как Конгресс решал вопрос об отставке, Моралес стал ещё более возбуждённым и истеричным. Это привело к штурму президентского дворца в Ла-Пасе 27 ноября 1872 года. Племянник президента, Федерико Лафайе, пытался остановить его истеричный приступ, но Моралес ударил его, после чего племянник выхватил пистолет и убил президента.
После смерти Моралеса Конгресс объявил временным президентом Томаса Фриаса, с возложением на него обязанности по проведению выборов в 1873 году.

## Источник
- José de Mesa, Teresa Gisbert, Carlos D. Mesa. Historia De Bolivia. 3rd edition.